# 威廉·布朗里格
威廉·布朗里格（英語：William Brownrigg，1711年3月13日—1800年1月6日）是一位爱尔兰裔英国科学家，1766年因其对碳酸的研究而获得科普利獎章，1742年当选英国皇家学会会士。